# Teodoro Nestorović
Teodoro Nestorović (in lingua serba: Теодор Несторовић; ... – Vršac, 1594) è stato un vescovo ortodosso serbo, venerato come santo dalla Chiesa ortodossa serba.

## Biografia
Nel pieno della Lunga Guerra organizzò e guidò la rivolta del Banato contro gli ottomani. Incitati dal vescovo, i serbi liberarono i villaggi del Banato e Vršac, utilizzando come loro stendardo un'icona di san Sava.
Teodoro fu infine catturato da Koca Sinan Pascià ed Eyalet di Temeșvar, che lo fecero scuoiare vivo.

## Culto
È stato canonizzato dalla Chiesa ortodossa serba il 24 maggio 1994.